# DEB-Pokal der Frauen 2004
Das Spiel um den DEB-Pokal der Frauen 2004 fand am 13. März 2004 in Berlin statt. In einem engen Spiel konnte sich der Grefrather EC erst im Penalty-Schießen gegen den ECDC Memmingen durchsetzen und zum zweiten Male den Titel des Pokalsiegers erringen.

## Modus
Im Rahmen der Fraueneishockey-Bundesliga 2003/04 wurde eine Vorrunde in den zwei Gruppen Nord und Süd ausgetragen. Die drei Erstplatzierten nahmen anschließend weiter an Meisterschaftsspielen teil.
Die restlichen Mannschaften spielten gruppenintern eine Pokalrunde, in der die beiden Finalteilnehmer ermittelt wurden.

## Pokalrunde
| Gruppe Nord | Gruppe Nord    | Gruppe Nord | Gruppe Nord | Gruppe Nord | Gruppe Nord | Gruppe Nord | Gruppe Nord |
| ----------- | -------------- | ----------- | ----------- | ----------- | ----------- | ----------- | ----------- |
| Platz       | Name           | Spiele      | Siege       | Unent.      | Niederl.    | Tore        | Punkte      |
| 1.          | Grefrather EC  | 6           | 6           | 0           | 0           | 43:04       | 12:0        |
| 2.          | MERC Wild Cats | 6           | 3           | 0           | 3           | 22:23       | 06:06       |
| 3.          | GSC Moers      | 6           | 0           | 0           | 6           | 08:46       | 00:12       |

| Gruppe Süd | Gruppe Süd             | Gruppe Süd | Gruppe Süd | Gruppe Süd | Gruppe Süd | Gruppe Süd | Gruppe Süd |
| ---------- | ---------------------- | ---------- | ---------- | ---------- | ---------- | ---------- | ---------- |
| Platz      | Name                   | Spiele     | Siege      | Unent.     | Niederl.   | Tore       | Punkte     |
| 1.         | ECDC Memmingen         | 8          | 5          | 1          | 2          | 44:14      | 11:05      |
| 2.         | ERC Sonthofen 99       | 8          | 5          | 0          | 3          | 27:19      | 10:06      |
| 3.         | DEC Tigers Königsbrunn | 8          | 1          | 1          | 6          | 13:51      | 03:13      |

## Finale
| 13. März 2004 18:30 Uhr | Grefrather EC C. Puckert (25:30) A. van de Vorstenbosch (33:46) C. Puckert (41:48) unbekannt (PS) | 4:3 n. P. (0:1, 2:0, 1:2, 0:0, 1:0) Spielbericht | ECDC Memmingen N. Holmes (11:48) N. Holmes (41:57) N. Holmes (46:01) | Erika-Heß-Eisstadion, Berlin Zuschauer: nicht bekannt |

## Endstand
Die Lady Panthers des Grefrather EC konnten nach der ersten Austragung des Pokalspiels 2002 zum zweiten Male den Pokalwettbewerb der Frauen gewinnen.
| Platz | Verein         |
| ----- | -------------- |
|       | Grefrather EC  |
|       | ECDC Memmingen |